# باتريسيا داي
باتريسيا داي هي موسيقية ومغنية دنماركية، ولدت في القرن العشرين في كوبنهاغن في الدنمارك.

## وصلات خارجية
- باتريسيا داي على موقع IMDb (الإنجليزية)
- باتريسيا داي على موقع ميوزك برينز (الإنجليزية)
- باتريسيا داي على موقع ديسكوغز (الإنجليزية)